# Crveni i crni (1985.)
Crveni i crni, hrvatski dugometražni film iz 1985. godine.